# Municipio de Walburg
El municipio de Walburg (en inglés: Walburg Township) es un municipio ubicado en el condado de Cass en el estado estadounidense de Dakota del Norte. En el año 2010 tenía una población de 152 habitantes y una densidad poblacional de 1,63 personas por km².

## Geografía
El municipio de Walburg se encuentra ubicado en las coordenadas 46°46′0″N 97°21′43″O / 46.76667, -97.36194. Según la Oficina del Censo de los Estados Unidos, el municipio tiene una superficie total de 93.2 km², de la cual 93,18 km² corresponden a tierra firme y (0,01 %) 0,01 km² es agua.

## Demografía
Según el censo de 2010, había 152 personas residiendo en el municipio de Walburg. La densidad de población era de 1,63 hab./km². De los 152 habitantes, el municipio de Walburg estaba compuesto por el 99,34 % blancos, el 0,66 % eran amerindios. Del total de la población el 0 % eran hispanos o latinos de cualquier raza.